# Dalmeer
Het Dalmeer is een zoetwatermeer in het Indiase unieterritorium Jammu en Kasjmir, in het uiterste noorden van India dicht bij de grens met Pakistan. Het ligt in de brede Kasjmirvallei, bij Srinagar, de zomerhoofdstad van Jammu en Kasjmir.
Het meer wordt gevoed door het water van de rivier de Jhelum, de rivier die de Kasjmirvallei doorstroomt. Iets verder stroomafwaarts aan de Jhelum ligt een tweede meer, het Wularmeer. De Jhelum passeert verder stroomafwaarts de grens met Pakistan en behoort tot het stroomgebied van de Indus. Tijdens het winterseizoen kan de temperatuur soms dalen tot -11 °C, waardoor het meer bevriest.
Het is een stedelijk meer en het op een na grootste meer in Jammu en Kasjmir. Het is tevens de attractie van Srinagar, ook bekend als het "Meer van Bloemen", de "Juweel in de kroon van Kasjmir" of "Het Juweel van Srinagar". Het meer is ook een belangrijke bron voor commerciële activiteiten met visserij en het oogsten van waterplanten. Ten oosten van het meer bevindt zich het nationaal park Dachigam.
De kustlijn van het meer, ongeveer 15,5 kilometer, wordt omringd door een boulevard omzoomd met tuinen, parken, woonboten en hotels uit het tijdperk van het Mogolrijk. Schilderachtig uitzicht op het meer kan worden gezien vanaf de oever van de Mughal-tuinen, zoals Shalimar Bagh en Nishat Bagh gebouwd tijdens het bewind van Mogol-keizer Jahangir, en vanaf woonboten die langs het meer liggen, en kleurrijke shikara's die onder meer voor toeristen over het meer varen. 
Het meer heeft een oppervlakte van 18 vierkante kilometer en maakt deel uit van een natuurlijk drasland dat 21 vierkante kilometer beslaat. De drijvende tuinen, bekend als "Rad" in Kasjmiri, bloeien in juli en augustus, onder meer met Indische lotusbloemen. Het meer en drasland is door verhoogde wegen verdeeld in vier bekkens; Gagribal, Lokut Dal, Bod Dal en Nigeen (hoewel Nigeen ook als een onafhankelijk meer wordt beschouwd). Lokut Dal en Bod Dal hebben elk een klein eiland in het midden, respectievelijk bekend als Rupa Lank (of Char Chinari) en Sona Lank, waarop oosterse platanen groeien.

## Galerij

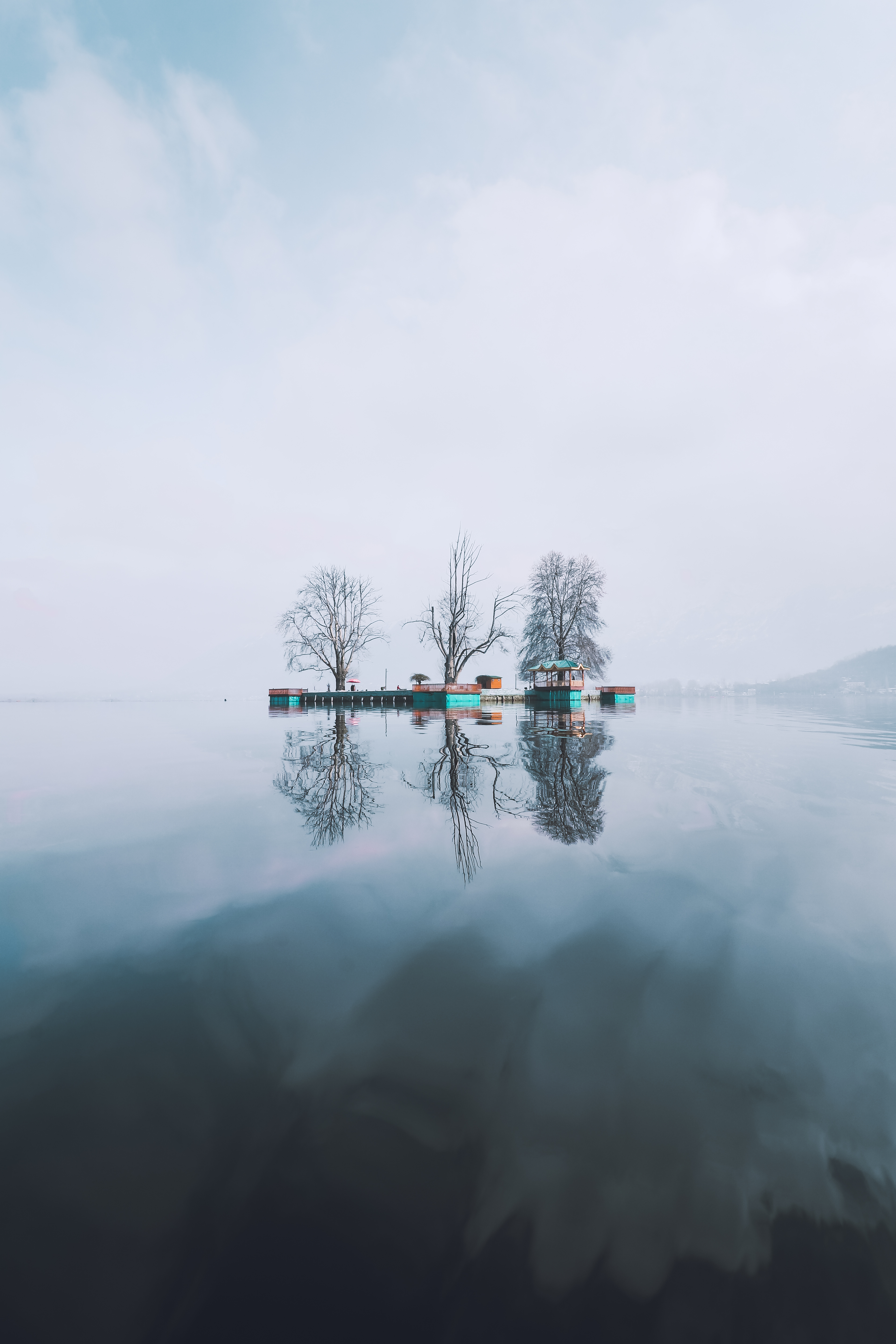
Het eiland Rupa Lank, ook Char Chinar genoemd naar de vier oosterse platanen die er op groeien.
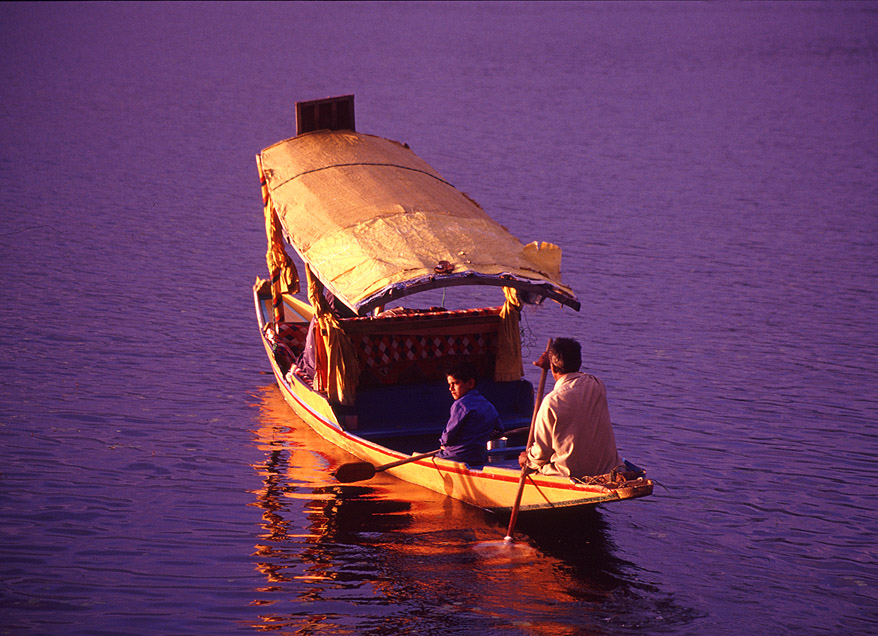
Een shikara op het meer
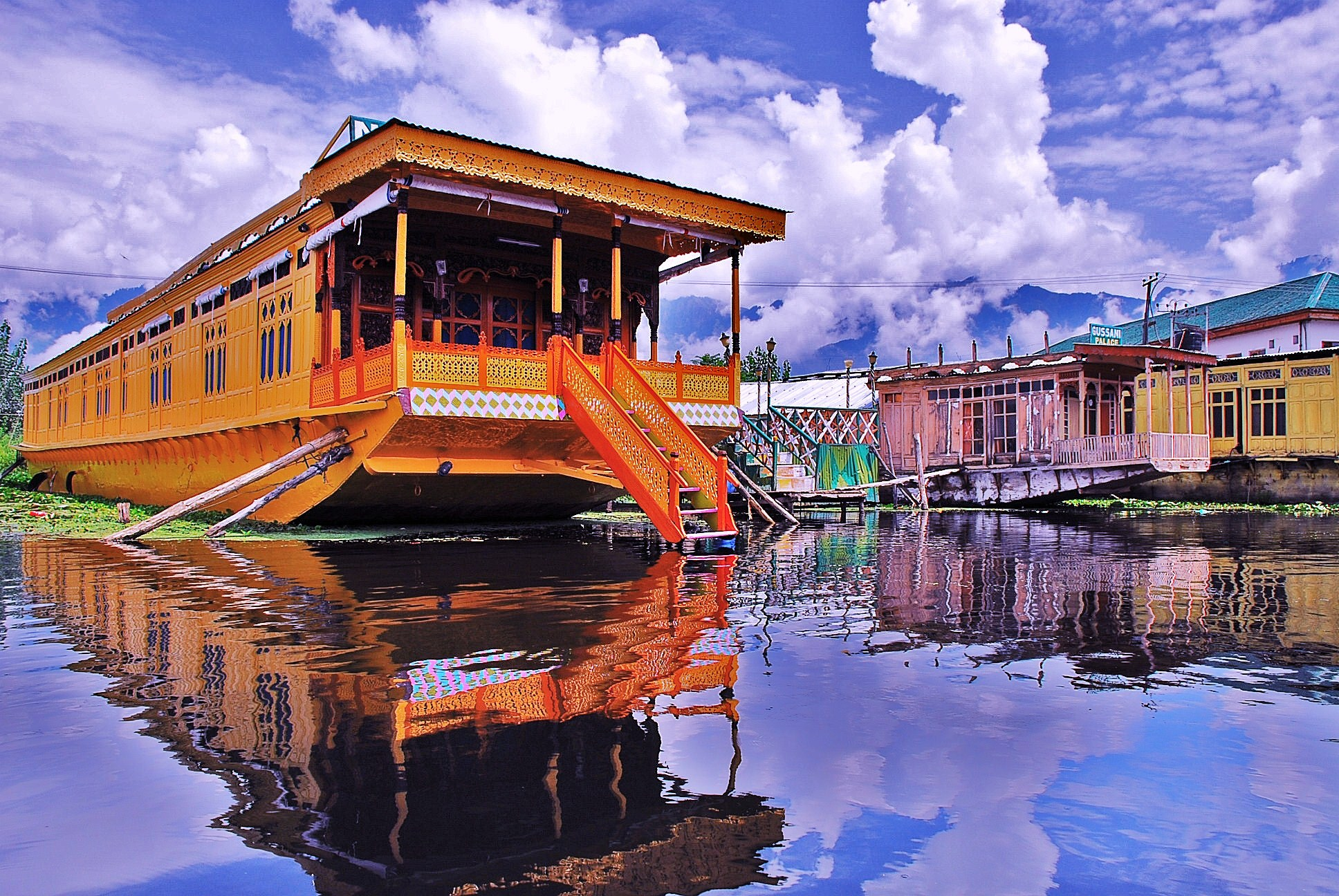
Een woonboot op het Dalmeer uitgebouwd tot hotel
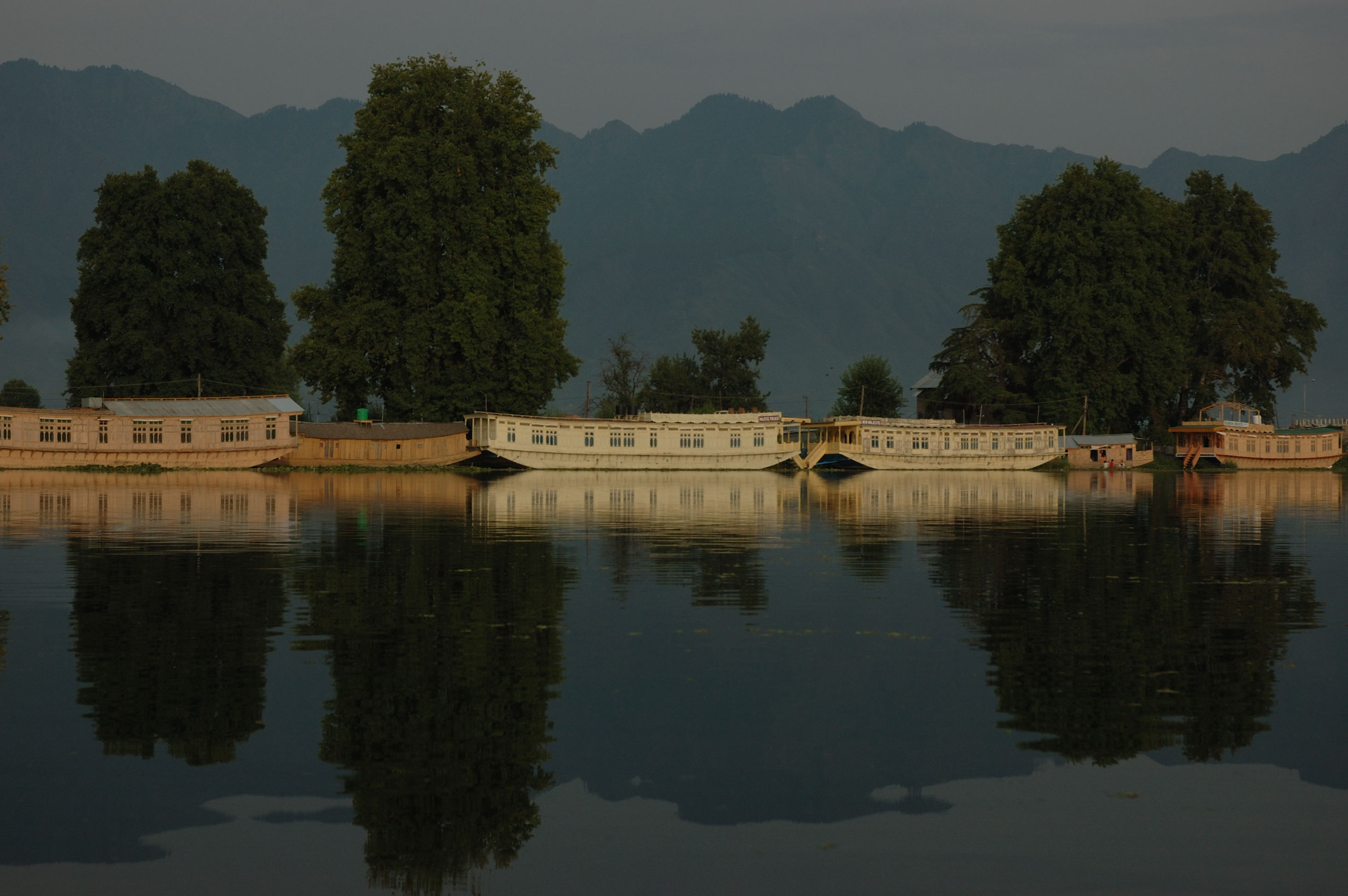
Woonboten aan de oevers van het meer